# Atletica leggera ai Giochi della XV Olimpiade - 800 metri piani

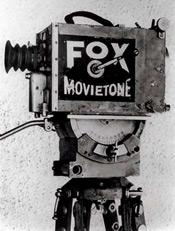
Video della Finale

La competizione degli 800 metri piani maschili di atletica leggera ai Giochi della XV Olimpiade si è disputata nei giorni dal 20 al 22 luglio 1952 allo Stadio olimpico di Helsinki.

## L'eccellenza mondiale
| Campione olimpico 1948      | 1'49”2      | Mal Whitfield | Presente |
| Campione europeo 1950       | 1'50”5      | John Parlett  | Assente  |
| Migliore atleta in attività | 1'48”5 1950 | Mal Whitfield | Presente |
| Vincitore dei Trials USA    | 1'48”6      | Mal Whitfield | Presente |

## La gara
Dal 1948 Mal Whitfield è il dominatore incontrastato della specialità. L'americano è anche il campione olimpico in carica.

Nelle tre semifinali prevalgono gli atleti di scuola europea: dei 9 qualificati, 6 provengono dal Vecchio continente. Completano il quadro dei finalisti due americani (tra cui Whitfield) e un giamaicano.
Il norvegese Audun Boysen è il più veloce eliminato di sempre, con 1'50"4 nella prima semifinale.

In finale il giamaicano Wint decide di condurre la gara il più a lungo possibile. Mantiene la testa della corsa fino a 200 m dall'arrivo, quando è superato da Whitfield, che poi s'invola solitario verso il traguardo. L'americano eguaglia il proprio primato dei Giochi.

## Risultati

### Turni eliminatori
| 8 Batterie   | 20 luglio | 50 iscritti   | Si qualificano i primi 3. |
| 3 Semifinali | 21 luglio | 8 + 8 + 8     | Si qualificano i primi 3. |
| Finale       | 22 luglio | 9 concorrenti |                           |

### Batterie
| Pos. | Atleta               | Nazione          | Tempo  |
| ---- | -------------------- | ---------------- | ------ |
| 1    | Lars-Erik Wolfbrandt | Svezia           | 1'55"3 |
| 2    | Albert Webster       | Gran Bretagna    | 1'55"5 |
| 3    | Giennadij Modoy      | Unione Sovietica | 1'55"8 |
| 4    | Maurice Marshall     | Nuova Zelanda    | 1'56"2 |
| 5    | Johannes Baumgartner | Svizzera         | 1'57"1 |
| 6    | Mohamed Sanni-Thomas | Costa d'Oro      | 2'05"8 |

| Pos. | Atleta              | Nazione       | Tempo  |
| ---- | ------------------- | ------------- | ------ |
| 1    | Mal Whitfield       | Stati Uniti   | 1'52"5 |
| 2    | Edmund Potrzebowski | Polonia       | 1'52"6 |
| 3    | Charles Tomas White | Gran Bretagna | 1'52"7 |
| 4    | Olavi Talja         | Finlandia     | 1'52"9 |
| 5    | Turhan Göker        | Turchia       | 1'55"9 |
| 6    | Evelio Planas       | Cuba          | 1'57"6 |

| Pos. | Atleta                | Nazione     | Tempo  |
| ---- | --------------------- | ----------- | ------ |
| 1    | John William Hutchins | Canada      | 1'54"5 |
| 2    | John Barnes           | Stati Uniti | 1'54"5 |
| 3    | Jenő Bakos            | Ungheria    | 1'54"5 |
| 4    | Roman Korban          | Polonia     | 1'54"7 |
| 5    | Aurang Alam Zeb       | Pakistan    | 1'56"3 |
| 6    | Vasilios Mavroidis    | Grecia      | 1'58"7 |

| Pos. | Atleta           | Nazione          | Tempo  |
| ---- | ---------------- | ---------------- | ------ |
| 1    | Reginald Pearman | Stati Uniti      | 1'51"6 |
| 2    | Piotr Chevhun    | Unione Sovietica | 1'51"8 |
| 3    | Günther Steines  | Germania         | 1'52"7 |
| 4    | Louis Desmet     | Belgio           | 1'52"9 |
| 5    | René Djian       | Francia          | 1'54"3 |

| Pos. | Atleta           | Nazione          | Tempo  |
| ---- | ---------------- | ---------------- | ------ |
| 1    | Hans Ring        | Svezia           | 1'53"6 |
| 2    | Arthur Wint      | Giamaica         | 1'54"2 |
| 3    | Donald MacMillan | Australia        | 1'55"0 |
| 4    | Oscar Soetewey   | Belgio           | 1'55"4 |
| 5    | Georgij Ivakin   | Unione Sovietica | 1'56"4 |
| 6    | Francisco Rivera | Porto Rico       | 1'57"6 |
| 7    | Víctorio Solares | Guatemala        | 2'01"4 |

| Pos. | Atleta              | Nazione        | Tempo  |
| ---- | ------------------- | -------------- | ------ |
| 1    | Heinrich Ulzheimer  | Germania       | 1'51"4 |
| 2    | Sohan Singh         | India          | 1'52"0 |
| 3    | Ludvík Liška        | Cecoslovacchia | 1'52"3 |
| 4    | John Ross           | Canada         | 1'52"5 |
| 5    | Argemiro Roque      | Brasile        | 1'54"1 |
| 6    | Lucien Demuynck     | Belgio         | 1'57"4 |
| 7    | Boonpak Kwancharoen | Thailandia     | 2'12"6 |

| Pos. | Atleta          | Nazione       | Tempo  |
| ---- | --------------- | ------------- | ------ |
| 1    | Audun Boysen    | Norvegia      | 1'53"2 |
| 2    | Urban Cleve     | Germania      | 1'53"4 |
| 3    | Frank Evans     | Gran Bretagna | 1'53"8 |
| 4    | Ekrem Koçak     | Turchia       | 1'54"5 |
| 5    | Filemón Camacho | Venezuela     | 2'00"0 |
| 6    | Arie Gill-Glick | Israele       | 2'00"9 |

| Pos. | Atleta              | Nazione   | Tempo  |
| ---- | ------------------- | --------- | ------ |
| 1    | Patrick El Mabrouk  | Francia   | 1'52"0 |
| 2    | Gunnar Nielsen      | Danimarca | 1'53"0 |
| 3    | William Parnell     | Canada    | 1'53"1 |
| 4    | Yoshitaka Muroya    | Giappone  | 1'54"0 |
| 5    | Fred Lüthi          | Svizzera  | 1'55"0 |
| 6    | Raoul Erik Rönnholm | Finlandia | 1'55"7 |
| 7    | Guðmundur Lárusson  | Islanda   | 1'56"5 |

### Semifinali
| Pos. | Atleta           | Nazione          | Tempo Ufficiale | Tempo Ufficioso |
| ---- | ---------------- | ---------------- | --------------- | --------------- |
| 1    | Gunnar Nielsen   | Danimarca        | 1'50"0          | 1'50"02         |
| 2    | Mal Whitfield    | Stati Uniti      | 1'50"1          | 1'50"15         |
| 3    | Albert Webster   | Gran Bretagna    | 1'50"1          | 1'50"26         |
| 4    | Audun Boysen     | Norvegia         | 1'50"4          | 1'50"57         |
| 5    | Urban Cleve      | Germania         | 1'51"6          | 1'51"77         |
| 6    | William Parnell  | Canada           | 1'52"7          | 1'52"92         |
| 7    | Piotr Chevhun    | Unione Sovietica | 1'52"8          | 1'53"25         |
| 8    | Donald MacMillan | Australia        | 1'58"4          | n/d             |

| Pos. | Atleta              | Nazione          | Tempo Ufficiale | Tempo Ufficioso |
| ---- | ------------------- | ---------------- | --------------- | --------------- |
| 1    | Arthur Wint         | Giamaica         | 1'52"7          | 1'52"88         |
| 2    | Günther Steines     | Germania         | 1'52"9          | 1'52"99         |
| 3    | Hans Ring           | Svezia           | 1'53"0          | 1'53"27         |
| 4    | John Barnes         | Stati Uniti      | 1'53"4          | 1'53"54         |
| 5    | Charles Tomas White | Gran Bretagna    | 1'53"6          | 1'53"79         |
| 6    | Ludvík Liška        | Cecoslovacchia   | 1'54"8          | 1'55"04         |
| 7    | Giennadij Modoy     | Unione Sovietica | 1'55"7          | 1'56"12         |
| -    | Patrick El Mabrouk  | Francia          | NP              | NP              |

| Pos. | Atleta                | Nazione       | Tempo Ufficiale | Tempo Ufficioso |
| ---- | --------------------- | ------------- | --------------- | --------------- |
| 1    | Heinrich Ulzheimer    | Germania      | 1'51"9          | 1'52"07         |
| 2    | Lars-Erik Wolfbrandt  | Svezia        | 1'52"4          | 1'52"59         |
| 3    | Reginald Pearman      | Stati Uniti   | 1'52"5          | 1'52"70         |
| 4    | John William Hutchins | Canada        | 1'52"8          | 1'52"81         |
| 5    | Edmund Potrzebowski   | Polonia       | 1'53"7          | 1'54"03         |
| 6    | Sohan Singh           | India         | 1'54"9          | 1'54"84         |
| 7    | Jenő Bakos            | Ungheria      | 1'55"5          | 1'55"70         |
| 8    | Frank Evans           | Gran Bretagna | 1'56"8          | 1'56"99         |

### Finale
| Pos.    | Atleta               | Età | Nazione       | Tempo Ufficiale | Tempo Ufficioso |
| ------- | -------------------- | --- | ------------- | --------------- | --------------- |
| Oro     | Mal Whitfield        | 27  | Stati Uniti   | 1'49"2          | 1'49"34         |
| Argento | Arthur Wint          | 32  | Giamaica      | 1'49"4          | 1'49"63         |
| Bronzo  | Heinrich Ulzheimer   | 26  | Germania      | 1'49"7          | 1'49"78         |
| 4       | Gunnar Nielsen       | 24  | Danimarca     | 1'49"7          | 1'49"84         |
| 5       | Albert Webster       | 27  | Gran Bretagna | 1'50"2          | 1'50"47         |
| 6       | Günther Steines      | 23  | Germania      | 1'50"6          | 1'50"81         |
| 7       | Reginald Pearman     | 28  | Stati Uniti   | 1'52"1          | 1'52"31         |
| 8       | Lars-Erik Wolfbrandt | 23  | Svezia        | 1'52"1          | 1'52"38         |
| 9       | Hans Ring            | 24  | Svezia        | 1'54"0          | 1'54"23         |

Caso unico nella storia olimpica: l'ordine di arrivo e i tempi dei primi tre classificati sono identici alla finale dei Giochi di quattro anni prima (Londra 1948).

Nel 1954 Whitfield verrà premiato come migliore atleta USA dell'anno negli sport non professionistici («James E. Sullivan Award»).